# Братка
Братка (рум. Bratca) — село у повіті Біхор в Румунії. Адміністративний центр комуни Братка.
Село розташоване на відстані 387 км на північний захід від Бухареста, 54 км на схід від Ораді, 77 км на захід від Клуж-Напоки.

## Населення
За даними перепису населення 2002 року у селі проживали 1705 осіб.
Національний склад населення села:
| Національність | Кількість осіб | Відсоток |
| -------------- | -------------- | -------- |
| румуни         | 1619           | 95,0%    |
| цигани         | 49             | 2,9%     |
| угорці         | 31             | 1,8%     |
| словаки        | 6              | 0,4%     |

Рідною мовою назвали:
| Мова      | Кількість осіб | Відсоток |
| --------- | -------------- | -------- |
| румунська | 1690           | 99,1%    |
| угорська  | 9              | 0,5%     |
| словацька | 5              | 0,3%     |